# Neocorynurella viridis
Neocorynurella viridis là một loài Hymenoptera trong họ Halictidae. Loài này được Engel & Klein mô tả khoa học năm 1997.